# Островский уезд (Псковская губерния)
Островский уе́зд (рус. дореф. Островскій уѣздъ) — административная единица Псковской губернии Российской империи. По площади занимал 4974,2 км² (4370,6 кв. вёрст), население по состоянию на 1896 год — 162 135 человек. Уездным городом являлся Остров.

## История
Город Остров и близлежащие территории неоднократно становились ареной конфликтов между Великим княжеством Литовским и Великим княжеством Московским. Окончательно эти земли вошли в состав России по Ям-Запольскому миру.

### В составе Российской империи
Островский уезд был создан в составе Псковской губернии в 1772 году. Основным занятием жителей уезда являлось земледелие. Садоводство и огородничество были развиты слабо: их очаги располагались лишь вблизи уездного центра — города Остров. Фабрик и заводов по состоянию на 1894 год было 192, а также 105 мельниц, 35 синилен, 12 дегтярных заводов, 2 лесопильни, 8 кожевенных и 4 овчинных заводов.

### При советской власти
Советская власть в Островском уезде была установлена в январе 1918 года. В 1919 году, согласно договору РСФСР с Латвией, три волости Островского уезда перешли под латвийское управление.
Островский уезд был ликвидирован 1 августа 1927 года постановлением ВЦИК. На его территории был создан Островский район в составе Псковского округа Ленинградской области.

### Современное положение
Территория бывшего Островского уезда находится на части территории современного Островского района (без северной оконечности, относившейся к Псковскому уезду, и без южной оконечности, относившейся к Опочецкому уезду), а также на территории современного Пыталовского района, Палкинского (без его северной половины, относившейся к Псковскому уезду), Порховского (лишь южная часть), Новоржевского (лишь северная часть) и Дедовичского (лишь юго-западная часть) районов Псковской области.

## Географическое положение
По состоянию на начало XX века Островский уезд располагался в западной части Псковской губернии и граничил с Псковским уездом на севере, Порховским уездом на востоке, с Опочецким и Новоржевским уездами на юге и с Витебской губернией на западе (в начале 1920-х годов эта граница стала внешней в связи с получением Латвией независимости).

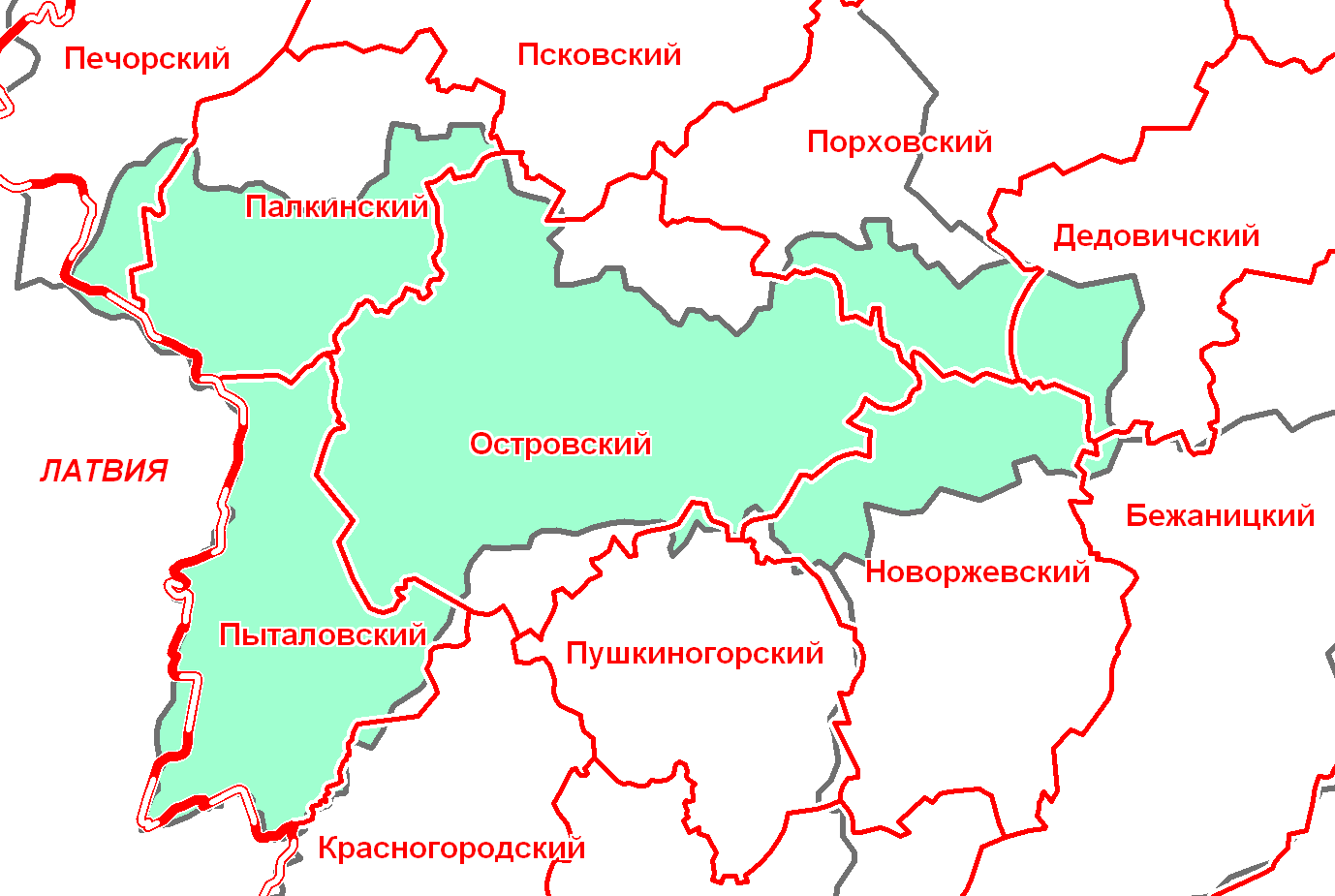
Островский уезд в современной сетке районов

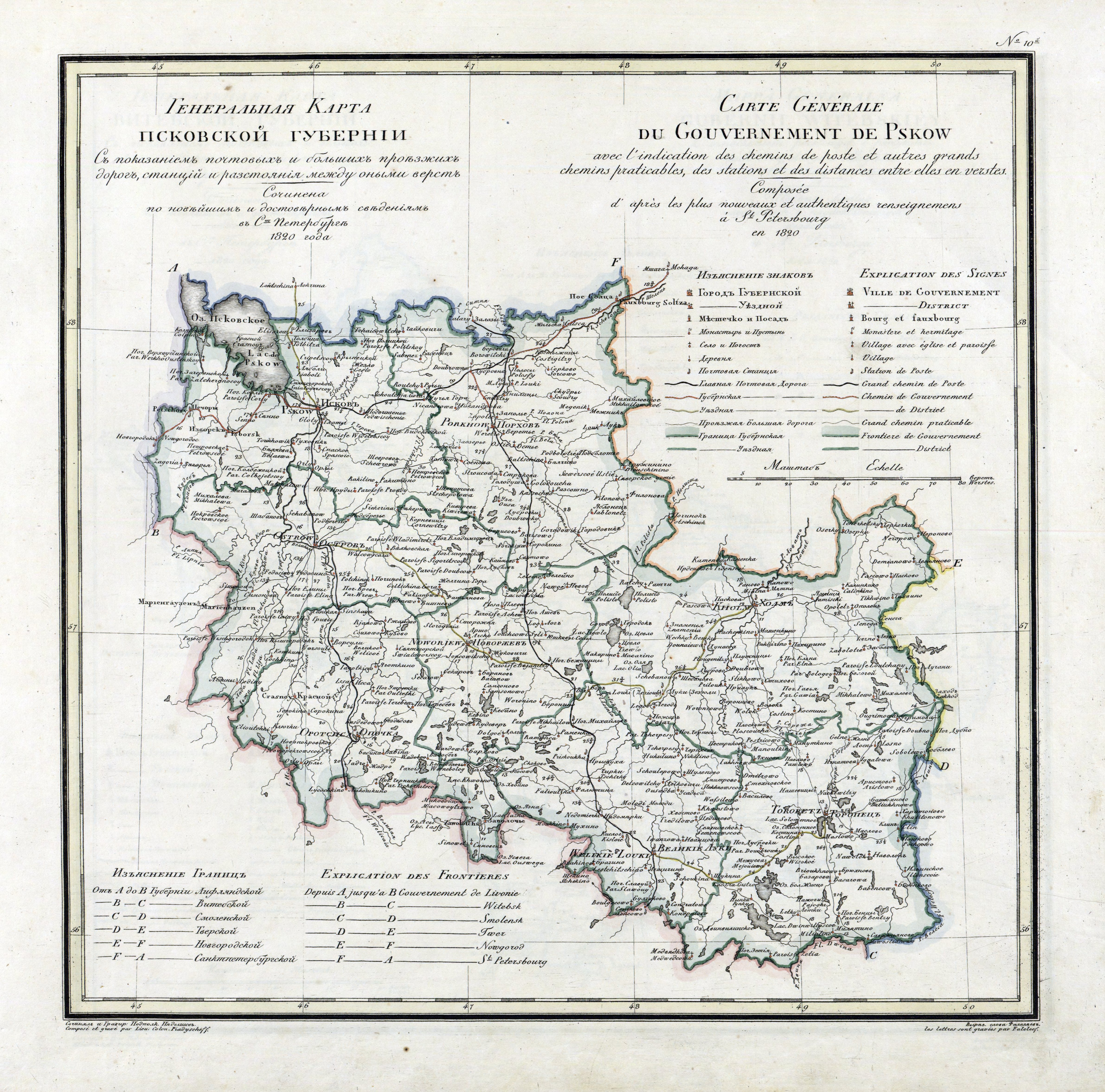
Карта административного деления Псковской губернии. 1820 год

## Состав уезда
- Буринская волость
- Вышгородецкая волость
- Гавровская волость[5]
- Качановская волость
- Мясовская волость
- Опенковская волость
- Покровская волость
- Прокшинская волость
- Сонинская волость
- Толковская волость
- Туровецкая волость[6]

По данным на 1914 год Островский уезд включал следующие 12 волостей (в скобках — центр):
- Вышгородецкая волость (с. Вышгородок — на территории современной Гавровской волости Пыталовского района)
- Грибулевская волость (с. Грибули — на территории современной Новоуситовской волости Палкинского района)
- Гусаковская волость (с. Дуловка — на территории современной Волковской волости Островского района)
- Жеребцовская волость (с. Бережани — на территории современной ~Бережанской волости Островского района)
- Качановская волость (с. Горбунова-Гора) — на территории современной Качановской волости Палкинского района
- Корешевская волость (с. Выбор — на территории современной Выборской волости Новоржевского района)
- Лисинская волость (с. Лисино) — на территории современных ~Горайской, Городищенской, частично ~Бережанской волостей Островского района
- Мясовская волость (с. Лаврово) — на территории современной Воронцовской волости Островского района
- Прокшинская волость (с. Навережье — на территории современной Пожеревицкой волости Дедовичского района)
- Сонинская волость (с. Красное-Сосонье) — на территории современных Славковской волости Порховского района (д. Красное Сосонье) и Шиковской волости Островского района (д. Сонино)
- Толковская волость (с. Толково) — на территории современной Линовской волости Пыталовского района и Бережанской волости Островского района (д. Толково)
- Туровецкая волость (с. Вески — на территории современной Вёскинской волости Новоржевского района[2]

В состав Островского уезда Псковской губернии РСФСР периода 1924—1927 годов, входили 5 укрупнённых волостей:
- Володарская волость (центр — г. Остров)
- Краснососенская волость (центр — с. Красное Сосонье)
- Ленская волость (центр — приг. Выбор)
- Мясовская волость (центр — с. Лаврово)
- Халтуринская волость (центр — с. Новая Уситва)

## Население
Национальный состав уезда по родному языку (перепись 1897 года):
- Великоросы — 156 227 чел. (96,5 %)
- Латыши — 2 929 чел. (1,8 %)
- Поляки — 893 чел. (0,55 %)
- Евреи — 889 чел. (0,55 %)
- Немцы — 398 чел. (0,25 %)
- Эстонцы — 275 чел. (0,17 %)
- Цыгане — 123 чел. (0,08 %)
- всего — 161 877 чел. (100,0 %)